# Axón gigante del calamar

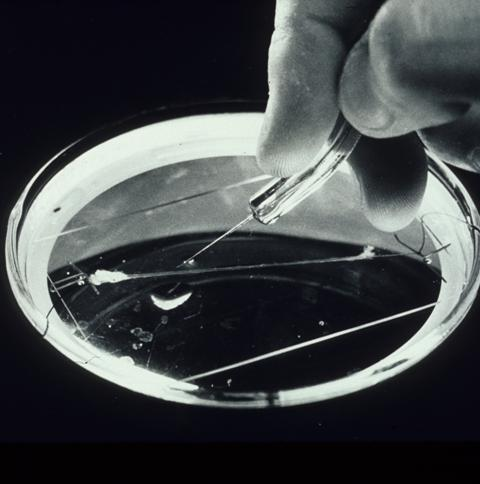
Axón gigante de calamar

El axón gigante del calamar es un axón de gran tamaño (hasta 1,5 milímetros (mm) de diámetro; normalmente mide unos 0,5 mm) que controla parte del sistema de propulsión por chorro de agua del calamar. Fue descrito por primera vez por LW Williams en 1909, pero este descubrimiento fue olvidado hasta que el zoólogo y neurofisiólogo inglés JZ Young demostró la función del axón en la década de 1930 mientras trabajaba en la Stazione Zoologica de Nápoles, la Marine Biological Association de Plymouth y el Marine Biological Laboratory de Woods Hole. Los calamares utilizan este sistema principalmente para realizar movimientos breves pero muy rápidos a través del agua.
En la parte inferior del cuerpo del calamar, entre la cabeza y el manto, hay un sifón a través del cual el agua puede ser expulsada rápidamente por las rápidas contracciones de los músculos de la pared corporal del animal. Esta contracción se inicia por potenciales de acción en el axón gigante. Los potenciales de acción viajan más rápido en un axón más grande que en uno más pequeño, y el calamar ha evolucionado el axón gigante para mejorar la velocidad de su respuesta de escape. El aumento del radio del axón del calamar disminuye la resistencia interna del axón, ya que la resistencia es inversamente proporcional al área de la sección transversal del objeto. Esto aumenta la constante espacial (\lambda ={\sqrt {(r\times \rho _{m})/(2\times \rho _{i})}}), lo que lleva a una despolarización local más rápida y una conducción del potencial de acción más rápida (E=E_{o}e^{-x/\lambda }).
Alan Hodgkin y Andrew Huxley, galardonados con el Premio Nobel por su trabajo para descubrir el mecanismo iónico de los potenciales de acción, realizaron experimentos con el axón gigante del calamar, utilizando el calamar de aleta larga como organismo modelo. El premio fue compartido con John Eccles. El gran diámetro del axón proporcionó una gran ventaja experimental a Hodgkin y Huxley, ya que les permitió insertar electrodos de tensión dentro de la luz del axón.
Aunque el axón del calamar tiene un diámetro muy grande, no está mielinizado, lo que reduce considerablemente la velocidad de conducción. La velocidad de conducción de un axón típico de calamar de 0,5 mm es de unos 25 m/s. Durante un potencial de acción típico en el axón gigante de Sepia, un influjo de 3,7 pmol/cm2 (picomoles por centímetro2) de sodio se compensa con un eflujo posterior de 4,3 pmol/cm2 de potasio.